# 森山修斗
森山 修斗（もりやま なおと、1996年4月13日 - ）は、日本の男子プロバスケットボール選手である。ポジションはスモールフォワード。B3リーグの徳島ガンバロウズ所属。

## 来歴
滋賀県草津市出身。
瀬田工業高校から明治大学を経て、2019年に広島ドラゴンフライズに加入。
2021年、滋賀レイクスターズに移籍。
2025年、徳島ガンバロウズに移籍。

## 人物・エピソード
- 高校時代、レイクスターズマガジンの表紙を飾っている[4]。